# Bilabiaal

Bilabiaal

Bilabiaal betekent in de fonetiek de vorming van een klank door beide lippen (Lat. bi, "twee", labium, "lip") met elkaar contact te laten houden. Afhankelijk van de druk waarmee dit wordt gedaan, van de bijkomende kromming van de lippen, van de plaats van articulatie en van de mate van doorlaten van lucht, zal de geproduceerde klank dan gaan van /m/ over de Engelse /w/ naar /b/, /bh/, /ph/ en /p/. 
Er zijn bilabiale wrijfklanken, waarbij geen afsluiting van de lippen optreedt (/w/, /bh/, /ph/) en er bestaan bilabiale plofklanken (/b/, /p/), waarbij die afsluiting er wel is. Ten slotte kan er een afsluiting zijn terwijl de lucht toch vrijelijk kan ontsnappen: door de neus. De bilabiale nasaal die daarvan het resultaat is, is de /m/.
De bilabiale "w" uit het Engels is ook kenmerkend voor de Surinaamse en de Vlaamse uitspraak van het Nederlands. De "w" wordt dan niet met de tanden op de lip uitgesproken. Wanneer hij met beide lippen vooruit gestoken wordt gearticuleerd, klinkt hij sommigen als een "oew" in de oren. Dit is met name ook de Franse uitspraak.
Soorten medeklinkers: nasaal · bilabiaal · labiaal · dentaal · labiodentaal · alveolaar · palataal · retroflex · velaar · laryngaal · gutturaal
Deze pagina bevat fonetische informatie in het IPA, die in sommige browsers mogelijk niet correct wordt weergegeven.
Waar symbolen in paren voorkomen, vertegenwoordigt het rechter teken een stemhebbende medeklinker. Gearceerde gebieden bevatten medeklinkers die worden beschouwd als onuitspreekbaar.
Zie ook: IPA, Klinkers